# Gvajana
Gvajana, uradno Kooperativna republika Gvajana, je obmorska država v severni Južni Ameriki, ki predstavlja zahodni del širše regije Gvajane (ameroindijanska beseda, ki pomeni »dežela mnogih voda«) in na severu meji na Atlantski ocean, na vzhodu na Surinam, na jugu na Brazilijo, ter na zahodu na Venezuelo. Glavno mesto Gvajane je Georgetown.

## Geografija
Gvajana se nahaja na severni obali Južne Amerike. Meji na tri države: Venezuelo na zahodu, Brazilijo na jugu ter Surinam na vzhodu. Celotna kopenska površina Gvajane meri 214.969 km2 od katerih je 196.849 km2 kopnega in 18.120 km2 vode. Gvajana meji na severu tudi na Atlantski ocean in ima 459 km obale. Ima tropsko podnebje. Sonce sije skozi vse leto, razen v dveh deževnih obdobjih (maj–avgust; september–januar). Temperature so večinoma visoke, vreme pa vlažno. Gvajana je 3. najmanjša država v Južni Ameriki ob Surinamu in Urugvaju. Ozemlje je v glavnem sestavljeno iz planot in velikih travnikov, na jugu je savana. Najvišja točka v Gvajani je Mount Roraima z 2.835 m. V Gvajani so nahajališča zlata, boksita in diamantov. Razširjen je tudi ribolov.

## Zgodovina
Gvajano so prvi obljudili Aruaki in Karibi. Evropejci so prvič zagledali to območje na tretjemu potovanju Krištofa Kolumba, ozemlje je bilo nadaljnjo raziskovano v 16. stoletju. V 17. stoletju je Nizozemska v tem predelu ustanovila tri kolonije: Esekvibo, Berbiče in Demerara. Na začetku 19. stoletja je te tri kolonije dobila Velika Britanija in območje preimenovali v Britansko Gvajano. To območje je znano tudi zaradi sužnjev, Maroonov. Po ukinitvi suženjstva so se Marooni naseljevali v mesta in, ker ni bilo več delovne sile na plantažah, so na njih zaposlili Evropejce, Kitajce in posebno Indijce. Venezuela je od leta 1889 zahtevala zase približno polovico današnjega ozemlja Gvajane. Leta 1966 je Gvajana postala neodvisna, čeprav je ostala v Skupnosti narodov. V letih po osvoboditvi sta bodisi ZDA kot Velika Britanija močno vplivali na notranjo politiko države.

## Ekonomija
Ekonomija v Gvajani sloni večinoma na kmetijstvu, ribolovu in predelovanju naravnih bogastev, kot sta zlato in razni minerali. Pomanjkljiva sta storitveni sektor in infrastruktura. Državni BDP šteje 3,082 milijarde ameriških dolarjev. Primarni sektor, ki v glavnem predeluje sladkor, riž, olje, ribe, znaša 24 % državnega BDP-ja. Sekundarni, ki se v glavnem ukvarja z naravnimi bogastvi, znaša 23,6 % BDP-ja. Kljub svetovni gospodarski krizi leta 2010, se je gvajanski bruto domači proizvod povečal za 3,6 %. Pri tem je državna inflacija dosegla 12,3 % in je brezposelnost prizadela 9,1 % prebivalstva.